# Waldo's People
Валдос пипл (енгл. Waldo's People, „Валдови људи“) је фински евроденс састав. Валдос пипл су представљали Финску на Песми Евровизије 2009. са песмом Lose Control.
Вођа састава је музичар Валдо (Марко Реијонен), који је прве успехе имао у самосталној каријери средином 1990-их. Његов састав, активан од 1998, је био утицајан у финској електронској денс музици касних 1990-их и раних 2000-их. Први спот састава Валдос пипл, U Drive Me Crazy је био први фински спот у дневној видео ротацији на нордијском МТВ каналу.
Чланови састава су Валдо (вокал), Каролина Калио (вокал), Сами Лехто (бубњеви), Карл Синконен (клавијатуре) и Кимо Нисинен (гитара).
За представнике Финске на Песми Евровизије 2009. изабрани су у националном финалу Euroviisut 2009, у којем је њихова песма Lose Control освојила 44,3% гласова публике у свом, другом полуфиналу 16. јануара 2009, а затим једно од прва три места у финалу и победу са 45,1% гласова публике у суперфиналу 31. јануара 2009. На Песми Евровизије у Мосвки, пласирали су се у финале као „џокер“ по избору жирија и заузели последње, 25. место у финалној вечери.

## Дискографија

### Албуми
- ( 1998)
- ( 2000)
- ( 2008)
- ( 2009)

### Синглови
- "" ( 1998)
- "" ( 1998)
- "" ( 1998)
- "" ( 2000)
- "" ( 2000)
- "" ( 2000)
- "" ( 2000)
- "" ( 2008)
- "" ( 2008)
- "" ( 2009)